# Atletismo nos Jogos Paralímpicos de Verão de 2012 - 5000 m feminino
As competições dos 5000 metros feminino do atletismo nos Jogos Paralímpicos de Verão de 2012 foram disputadas em 2 de setembro no Estádio Olímpico de Londres, na capital britânica. Participaram desse evento atletas da classe T54 e T53.

## Medalhistas

### Classe T54
| Ouro   | SUI Edith Wolf     |
| Prata  | USA Shirley Reilly |
| Bronze | AUS Christie Dawes |

## T54

### Eliminatórias

#### Eliminatória 1
| Pos. | Atleta               | Tempo    | Notas |
| ---- | -------------------- | -------- | ----- |
| 1    | USA Amanda McGrory   | 13:11.78 | Q     |
| 2    | CHN Liu Wenjun       | 13:12.11 | Q     |
| 3    | GBR Shelly Woods     | 13:12.25 | Q     |
| 4    | CAN Keira-Lyn Frie   | 13:12.45 | q     |
| 5    | SUI Sandra Graf      | 13:12.82 |       |
| 6    | USA Christina Schwab | 13:33.30 |       |

#### Eliminatória 2
| Pos. | Atleta              | Tempo    | Notas |
| ---- | ------------------- | -------- | ----- |
| 1    | SUI Edith Wolf      | 12:23.61 | Q     |
| 2    | CAN Diane Roy       | 12:24.48 | Q     |
| 3    | JPN Wakako Tsuchida | 12:24.73 | Q     |
| 4    | SUI Patricia Keller | 12:51.49 | q     |
| 5    | AUS Christie Dawes  | 12:51.77 | q     |
| 6    | USA Shirley Reilly  | 13:09.26 | q     |
| 07 ! | CHN Zou Lihong      | DNF      |       |

### Final
| Pos.              | Atleta              | Tempo    | Notas |
| ----------------- | ------------------- | -------- | ----- |
| Medalha de ouro   | SUI Edith Wolf      | 12:27.87 |       |
| Medalha de prata  | USA Shirley Reilly  | 12:27.91 |       |
| Medalha de bronze | AUS Christie Dawes  | 12:28.24 |       |
| 4                 | CAN Keira-Lyn Frie  | 12:28.86 |       |
| 5                 | CHN Liu Wenjun      | 12:28.93 |       |
| 6                 | JPN Wakako Tsuchida | 12:29.05 |       |
| 7                 | USA Amanda McGrory  | 12:29.07 |       |
| 8                 | GBR Shelly Woods    | 12:29.26 |       |
| 9                 | CAN Diane Roy       | 12:29.27 |       |
| 10                | SUI Patricia Keller | 12:29.38 |       |

Legenda
| Recorde mundial      | Recorde mundial (World record)               |                       | Recorde africano                      | Recorde africano (African) |                                           | Q | Classificado por posição (Qualified) |
| Recorde paralímpico  | Recorde paralímpico (Paralympic record)      | Recorde da América    | Recorde da América (Americas)         | q                          | Classificado por melhor tempo (Qualified) |   |                                      |
| Melhor marca do ano  | Melhor marca do ano (World leading)          | Recorde asiático      | Recorde asiático (Asian)              | DNS                        | Não largou (Did not start)                |   |                                      |
| Recorde nacional     | Recorde nacional (National record)           | Recorde europeu       | Recorde europeu (European)            | DNF                        | Não terminou (Did not finish)             |   |                                      |
| Recorde pessoal      | Recorde pessoal do atleta (Personal best)    | Recorde da Oceania    | Recorde da Oceania (Oceania)          | DSQ / DQ                   | Desclassificado (Disqualified)            |   |                                      |
| Recorde da temporada | Recorde da temporada do atleta (Season best) | Recorde sul-americano | Recorde sul-americano (South America) | NM                         | Sem marca (No mark)                       |   |                                      |